# Les Adrets-de-l’Estérel
Les Adrets-de-l’Estérel – miejscowość i gmina we Francji, w regionie Prowansja-Alpy-Lazurowe Wybrzeże, w departamencie Var.
Według danych na rok 1990 gminę zamieszkiwały 1474 osoby, a gęstość zaludnienia wynosiła 66 osób/km² (wśród 963 gmin regionu Prowansja-Alpy-W. Lazurowe Les Adrets-de-l’Estérel plasuje się na 314. miejscu pod względem liczby ludności, natomiast pod względem powierzchni na miejscu 452.).